# 愤怒管理

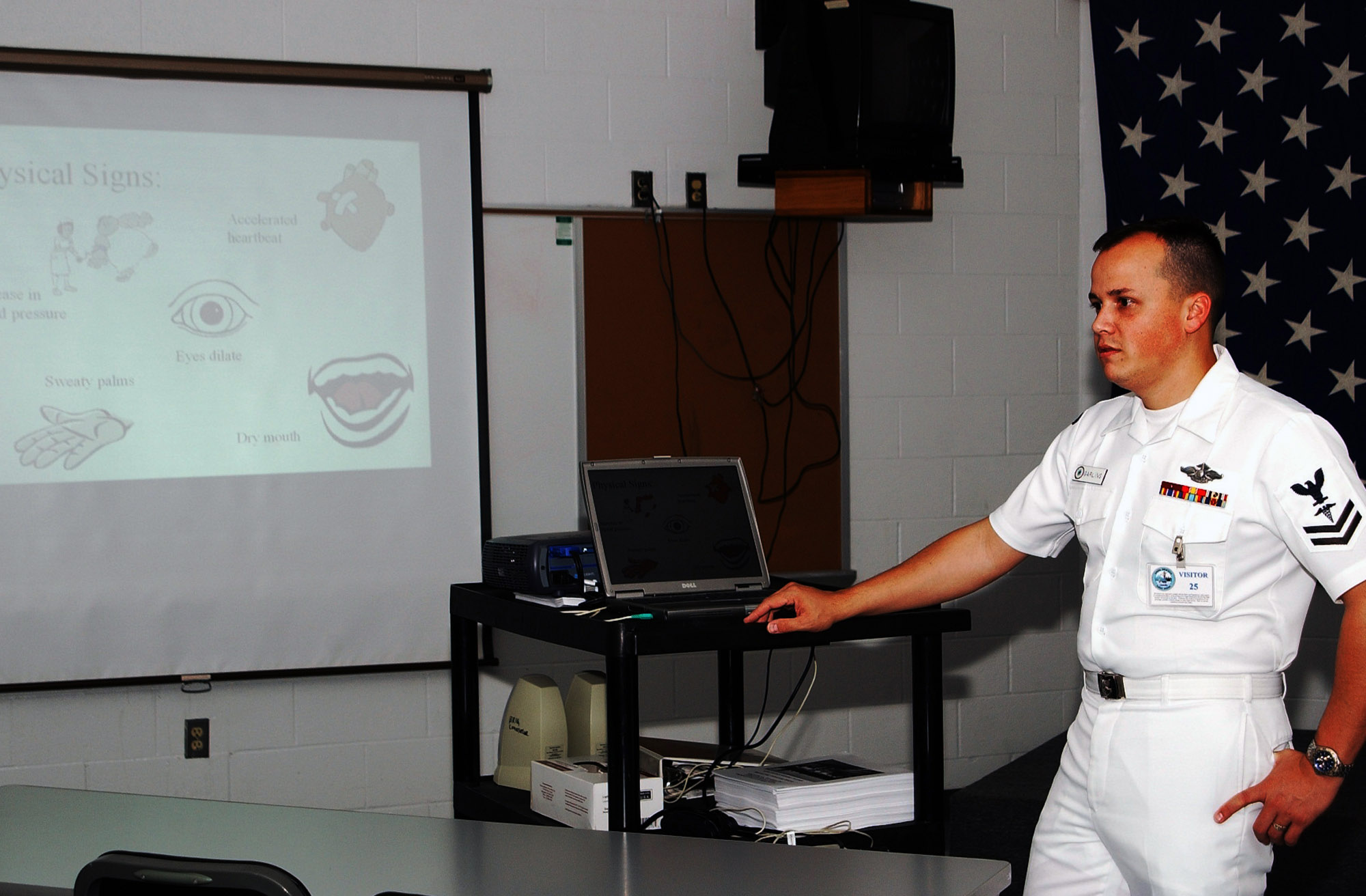
憤怒管理課程

憤怒管理是針對憤怒的防範與控制的心理治療計劃課程。憤怒多半是挫折沮喪後的反應，或是因為認為重要的事物受到阻礙後的反應。憤怒也可能是因為潛在的恐懼、脆弱或是無力感而有的防禦性反應。憤怒管理認為憤怒是因為一些可以識別的原因所引發的，而這些是可以進一步的分析探討。

## 外部連結
- American Psychological Association – Anger （页面存档备份，存于）
- Canadian Mental Health Association (CMHA) Tips （页面存档备份，存于）
- Psychological Self Help （页面存档备份，存于）
- Anger Management Villanova University, Pennsylvania